# Zdrowy rozsądek (utwór)

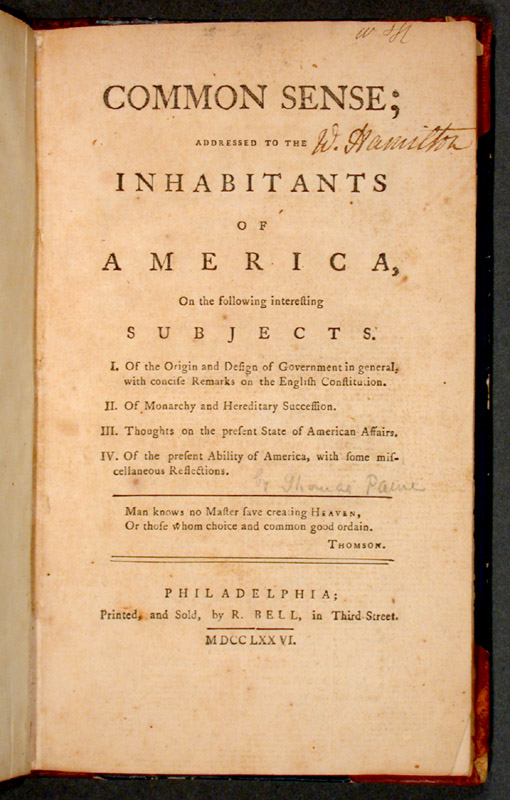
Pierwsza strona Common Sense.

Zdrowy rozsądek (ang. Common Sense) – broszura polityczna autorstwa Thomasa Paine'a z 1776 roku, skierowana do mieszkańców kolonii brytyjskich w Ameryce Północnej.
Paine optował w niej za niepodległością Trzynastu Kolonii, posługując się m.in. argumentem, że mała wyspa (Wielka Brytania) nie powinna rządzić całym kontynentem.
Broszura Paine'a był pierwszym utworem z serii tych, które stanowiły impuls do Rewolucji Amerykańskiej i zdobycia niepodległości przez Stany Zjednoczone.